# Pavel Iablotchkov
Pavel Nikolaievich Iablotchkov (em russo:  Павел Николаевич Яблочков; 14 de setembro de 1847 – 31 de março de 1894) foi um engenheiro elétrico russo, o inventor da lâmpada Yablochkov.